# Campeonato Asiático de Atletismo de 2011 - 110 m com barreiras masculino
A prova dos 110 metros com barreiras masculino do Campeonato Asiático de Atletismo de 2011 foi disputada no dia 10 de julho de 2011 no Kobe Universiade Memorial Stadium em Kobe,  no Japão. 

## Recordes
Antes desta competição, os recordes mundiais e do campeonato nesta prova eram os seguintes:
|                       | Nome          | Nacionalidade | Tempo  | Local   | Data                |
| --------------------- | ------------- | ------------- | ------ | ------- | ------------------- |
| Recorde mundial       | Dayron Robles | Cuba          | 12s 87 | Ostrava | 12 de junho de 2008 |
| Recorde do campeonato | Chen Yanhao   | China         | 13s 53 | Fukuoka | 1998                |
| Recorde asiático      | Liu Xiang     | China         | 12s 88 | Lausana | 11 de julho de 2006 |

Os seguintes recordes foram estabelecidos durante esta competição: 
| Data        | Evento | Atleta    | Nacionalidade | Tempo  | Notas                 |
| ----------- | ------ | --------- | ------------- | ------ | --------------------- |
| 10 de julho | Final  | Liu Xiang | China         | 13s 22 | Recorde do campeonato |

## Medalhistas
| Ouro           | Prata              | Bronze               |
| Liu Xian (CHN) | Shi Dongpeng (CHN) | Park Tae-Kyong (KOR) |

## Cronograma
Todos os horários são locais (UTC+9).
| Data        | Hora  | Evento  |
| ----------- | ----- | ------- |
| 10 de julho | 14:20 | Bateria |
| 10 de julho | 16:30 | Final   |

## Resultados

### Bateria
Qualificação: 3 atletas de cada bateria  (Q) mais os  2 melhores qualificados (q). 
| Posição | Bateria | Atleta                    | Nacionalidade  | Tempo | Notas    |
| ------- | ------- | ------------------------- | -------------- | ----- | -------- |
| 1       | 1       | Liu Xiang                 | China          | 13.50 | Q        |
| 2       | 2       | Park Tae-Kyong            | Coreia do Sul  | 13.71 | Q        |
| 3       | 2       | Shi Dongpeng              | China          | 13.72 | Q        |
| 4       | 2       | Kenji Yahata              | Japão          | 13.90 | Q        |
| 5       | 2       | Rayzam Shah Wan Sofian    | Malásia        | 13.94 | q        |
| 6       | 2       | Mojtaba Postchi Khorasani | Irão           | 14.00 | q        |
| 7       | 1       | Jamras Rittidet           | Tailândia      | 14.05 | Q        |
| 8       | 1       | Ali Hussein Al-Zaki       | Arábia Saudita | 14.15 | Q        |
| 9       | 1       | Wataru Yazawa             | Japão          | 14.21 |          |
| 10      | 1       | Ahmad Hazer               | Líbano         | 14.25 |          |
| 11      | 1       | Fawaz Al-Shammari         | Kuwait         | 14.29 |          |
| 12      | 1       | Mohsin Ali                | Paquistão      | 14.52 |          |
| 13      | 2       | Yaqoub al-Youha           | Kuwait         | DNF   |          |
| 13      | 2       | Ahmed Al Muwallad         | Arábia Saudita | DSQ   | 168.7(c) |
| 14      | 1       | Mubarak Sultana Al-Nobi   | Catar          | DNS   |          |
| 14      | 2       | Kim Fai Iong              | Macau          | DNS   |          |

### Final
A final da prova ocorreu dia 10 de julho às 16:30. 
| Posição           | Raia | Atleta                    | Nacionalidade  | Tempo | Notas                 |
| Rank              | Lane | Name                      | Nationality    | Time  | Notes                 |
| ----------------- | ---- | ------------------------- | -------------- | ----- | --------------------- |
| Medalha de ouro   | 4    | Liu Xiang                 | China          | 13.22 | Recorde do campeonato |
| Medalha de prata  | 7    | Shi Dongpeng              | China          | 13.56 |                       |
| Medalha de bronze | 5    | Park Tae-Kyong            | Coreia do Sul  | 13.66 |                       |
| 4                 | 6    | Jamras Rittidet           | Tailândia      | 13.96 |                       |
| 5                 | 8    | Kenji Yahata              | Japão          | 13.96 |                       |
| 6                 | 2    | Mojtaba Postchi Khorasani | Irão           | 13.97 |                       |
| 7                 | 3    | Rayzam Shah Wan Sofian    | Malásia        | 14.03 |                       |
| 8                 | 9    | Ali Hussein Al-Zaki       | Arábia Saudita | DSQ   |                       |

Legenda
| Recorde mundial       | Recorde mundial (World record)               |                       | Recorde africano                      | Recorde africano (African) |                                           | Q | Classificado por posição (Qualified) |
| Recorde do campeonato | Recorde do campeonato (Championship record)  | Recorde da América    | Recorde da América (Americas)         | q                          | Classificado por melhor tempo (Qualified) |   |                                      |
| Melhor marca do ano   | Melhor marca do ano (World leading)          | Recorde asiático      | Recorde asiático (Asian)              | DNS                        | Não largou (Did not start)                |   |                                      |
| Recorde nacional      | Recorde nacional (National record)           | Recorde europeu       | Recorde europeu (European)            | DNF                        | Não terminou (Did not finish)             |   |                                      |
| Recorde pessoal       | Recorde pessoal do atleta (Personal best)    | Recorde da Oceania    | Recorde da Oceania (Oceania)          | DSQ / DQ                   | Desclassificado (Disqualified)            |   |                                      |
| Recorde da temporada  | Recorde da temporada do atleta (Season best) | Recorde sul-americano | Recorde sul-americano (South America) | NM                         | Sem marca (No mark)                       |   |                                      |